# Harald Schmidt
Harald Franz Schmidt (ur. 18 sierpnia 1957 w Neu-Ulm) – niemiecki aktor, komik, prezenter telewizyjny i scenarzysta, znany z autorskiego late night show, emitowanego w latach 1995–2014.

## Życiorys
Urodził się w Neu-Ulm jako syn Marthy i Antona Schmidtów, Niemców sudeckich przesiedlonych po II wojnie światowej do Niemiec. 
Ukończył Szkołę Muzyki Kościelnej w Rottenburgu i podjął pracę jako organista w Nürtingen. Jednocześnie uzupełniał wykształcenie, zdając maturę. W latach 1978–1981 studiował aktorstwo w Stuttgarcie, a następnie podjął pracę w Teatrze Miejskim w Augsburgu (1981-1984). W latach 1984–1989 pracował w renomowanym kabarecie Kom(m)ödchen w Düsseldorfie. Tam też w roku 1985 rozpoczął karierę solową. 
Od roku 1988 regularnie występuje w telewizji jako artysta kabaretowy i prezenter. W latach 1990–1994 prowadził na antenie Das Erste wraz z Herbertem Feuersteinem program rozrywkowy Schmidteinander. Od października 1992 do maja 1995 prowadził program Verstehen Sie Spaß?. 
Powszechną sławę w Niemczech przyniosła mu własna audycja pod tytułem Harald Schmidt Show emitowana w latach 1995–2003 przez prywatną stację telewizyjną Sat 1. W latach 2004–2011 prowadzi własną audycję w pierwszym programie niemieckiej telewizji publicznej. Ponadto nieregularnie występuje w rolach teatralnych i filmowych. Nowym pomocnikiem w dwóch odcinkach programu Harald Schmidt został Oliver Pocher, z którym Schmidt jako stworzył kolejny programu Schmidt & Pocher (2007–2009). Następnie w latach 2011–2014 ponownie prowadził program The Harald Schmidt Show na antenie Sat. 1 i Sky. 
Od 2015 roku moderuje wraz z Gregorem Gysi copółroczny przegląd wydarzeń politycznych Gysi & Schmidt na antenie n-tv. Od 2017 do 2020 prowadził swój program Schmidts Daily na stronie internetowej tygodnika Der Spiegel. Jest jednym z ambasadorów fundacji Deutsche Depressionshilfe. Od 2021 roku prowadzi audycje radiową Raus aus der Depression na antenie NDR Info oraz Ein Abend mit Harald Schmidt na antenie WDR 4.
Sporadycznie występuje także w produkcjach filmowych i serialach m.in.: 7 krasnoludków – historia prawdziwa (2004), Nasz Charly (2008) Rosamunde Pilcher (2016, 2019).

### Życie prywatne
Zamieszkał w Kolonii wraz ze swoją partnerką Ellen Hantzsch. Mają dwie córki - Nele (ur. 1995) i Amelie (ur. 2005) oraz dwóch synów - Petera (ur. 1998) i młodszego (ur. 2007). Jego najstarszy syn Robert Hannes (ur. 1994) pochodzi z wcześniejszego związku.

## Krytycyzm
Zwłaszcza w pierwszych latach emisji Die Harald Schmidt Show, Schmidt był czasem krytykowany za wyśmiewanie się z mniejszości, takich jak obcokrajowcy czy geje. W swoim programie naśladował też sposób mówienia Adolfa Hitlera (w jednym z nich jako Hitler ostrzegał młodych ludzi, by nie głosowali na partie rasistowskie i nacjonalistyczne). Bardziej nieortodoksyjne i niepoprawne politycznie dowcipy Schmidta przyniosły programowi reputację telewizji kultowej, a jego zwolennicy oskarżyli krytyków o niezdolność do zrozumienia satyry.
W późniejszych latach pierwszej emisji w Sat.1 Harald Schmidt Show (ok. 2001–2003), Schmidt stał się ulubieńcem krytyków ze względu na swoje „intelektualne” poczucie humoru, zwłaszcza za to, że zawiera wiele odniesień do kultury wysokiej – literatury, teatru, muzyki klasycznej, malarstwa czy kina, a także historii i filozofii.

### Kontrowersje wokół dowcipów o Polakach
Harald Schmidt w drugiej połowie lat 90. zasłynął z tzw. polskich żartów (niem. Polenwitze), które przedstawiały często Polaków w sposób stereotypowy.
Niemieccy korespondenci i przedstawiciele niemieckich fundacji w Polsce wystosowali protest do szefostwa Sat1 pisząc: „Schmidt pozwala sobie na antypolskie dowcipy, prezentujące naszych sąsiadów, jako bandę złodziei i nierobów. Jego prymitywizm wznieca rasizm i wrogość wobec cudzoziemców, a jego żarty są pogardliwe i uwłaczają Polakom”. Aby Schmidt mógł skonfrontować swoje negatywne wyobrażenia o Polsce z rzeczywistością, polski ambasador w Niemczech Andrzej Byrt zaprosił Schmidta do Polski, ten przyjął zaproszenie i odwiedził kraj w 1997 roku.
Harald Schmidt wywoływał również reakcje polskich polityków. Były senator Zbigniew Zychowicz w swoim przemówieniu na 87. posiedzeniu Senatu RP nazwał Schmidta „polakożercą”.
W 2008 r. reżyser Stanisław Krzemiński w programie Menschen bei Maischberger wręczył Schmidtowi świadectwo darowizny samochodu złożonego w Polsce z nie całkiem legalnych części i bilet lotniczy do Warszawy, gdzie miał ten samochód odebrać.

### Kontrowersje wokół żartów z komór gazowych
W swoim najnowszym programie prowadzonym wspólnie z Olivierem Pocherem w publicznym kanale telewizyjnym ARD, Schmidt i Pocher rozpętali skandal naigrawając się z komór gazowych:
- „Ciekawe, co można, a właściwie, czego nie można powiedzieć w niemieckiej telewizji” – zastanawiał się w swoim programie Schmidt.
- „Aby to zbadać, skonstruowałem nazimeter, urządzenie, które piszczy, gdy mówi się coś, co w naszym kraju jest niepoprawne politycznie” – odpowiedział mu Pocher.

Prowadzący zaczęli rozmawiać o tym, że w łazience jednego z nich zepsuł się prysznic. Gdy tylko Schmidt wypowiedział to ostatnie słowo, nazimeter wydał z siebie piskliwy dźwięk.
- „Wiesz, a ja mam problemy z kuchenką gazową” – żartował Pocher. I znowu urządzenie zaczęło piszczeć.

Na żarty Schmidta i Pochera zareagowała gmina żydowska w Niemczech. Majid Khoshlessan rzeczniczka gminy oświadczyła: „Prowadzący powinni ponieść konsekwencje, takie żarty nie mogą mieć miejsca nigdzie na świecie, a już szczególnie w Niemczech”.